# NGC 6662
NGC 6662 (również PGC 62059 lub UGC 11280) – galaktyka spiralna z poprzeczką (SBab), znajdująca się w gwiazdozbiorze Lutni. Odkrył ją 7 sierpnia 1883 roku Édouard Jean-Marie Stephan.